# مریم‌گلی
مریم‌گلی معمولی (نام علمی:  Salvia officinalis) یا تَشَنَک یا سلبی گیاهی است چند ساله و علفی، ریشه راست و دارای انشعابات فراوان ساقه راست و ارتفاع آن بین ۸۰–۵۰ سانتی‌متر است.
این گیاه، دارای ساقه‌هایی به رنگ سبز تیره و پوشیده از کُرک‌های انبوه و خاکستری رنگ است. با افزایش عمر گیاه، ساقهٔ آن چوبی، و رنگ آن قهوه‌ای می‌شود.
برگ‌ها بلند و نیزه‌ای شکل و برگ‌های پایینی دارای دمبرگ بلند هستند؛ در حالی که برگ‌های قسمت فوقانی ساقه، دمبرگ کوتاهی دارند. سطح فوقانی و تحتانی برگ‌ها پوشیده از کرک‌های ظریف است. گلها به رنگ بنفش متمایل به آبی، صورتی یا سفید و به صورت مجتمع در قسمت فوقانی ساقه‌ها روی چرخه‌های مخصوصی مشاهده می‌شوند.
روی هرچرخه ۸–۵ گل وجود دارد میوه فندقه و به رنگ قهوه‌ای روشن یا تیره‌است. قطر تاج گیاه حدود ۵۵ سانتی‌متر است. وزن هزار دانه ۶۱/۵۵ گرم و طول دوره جوانه زنی ۱۲ روز می‌باشد.
این گیاه از راسته لب‌گلی‌ها (Lamiales) و تیره نعنائیان (Lamiaceae) است. زمان گلدهی این گیاه، بهار و رویشگاه آن در دامنه‌های صخره ای در منطقه ایرانی – تورانی می‌باشد. این گیاه،
انحصاری ایران است و در ناحیه فارس (اقلید)
پراکنش دارد و تحت عنوان مریم گلی اقلیدی شناخته می‌شود.

## پرورش
پرورش مریم‌گلی (به انگلیسی: Common sage) باید در زمین‌های اصلاح شده، قابل نفوذ، حاصلخیز و نسبتاً مرطوب صورت گیرد. بهترین رشد آن در خاک‌های رسی غنی و زهکش دار صورت می‌گیرد و اراضی رو به آفتاب را ترجیح می‌دهد.
گیاهی است مدیترانه‌ای، که در طول رویش به گرما و هوای خشک نیاز دارد. مقاومت آن در برابر گرما زیاد است. این گیاه در زمستان در دمای پایین‌تر از ۱۵- درجه سانتیگراد دچار سرمازدگی شده و طی ۶–۵ روز خشک می‌شود.
هوای گرم و خاک‌هایی با بافت متوسط که حاوی مقادیر مناسبی ترکیبات کلسیم باشند برای آن مناسب است؛ و در افزایش مواد موثره نقش زیادی دارد. خاک‌های شنی و فقیر از عناصر غذایی، مناطق سرد و رطوبت فراوان از عوامل محدودکننده رشد این گیاه هستند. محدوده pH خاک برای کشت مریم‌گلی ۲/۸–۹/۴ است که pH مناسب آن ۴/۶ می‌باشد. این گیاه ۷–۵ سال عمر می‌کند و تا ۴ سال بازدهی اقتصادی دارد. بذرها در درجه حرارت ۱۵–۱۲ سانتی گراد شروع به رویش می‌کنند.

## ترکیبات شیمیائی
اسانس (توژان حدود ۵۰ درصد)، مواد تلخ و دی ترپن، فلاو نوئید، اسیدهای فنو لیک، تانن.

## مواد مؤثر
- پلی فنول
- فیتو استروژن
- توژون
- رزمارینیک اسید
- اولئانیک اسید
- سابینن (۱۶/۱۹ درصد)، بتا-پینن (۱۹ درصد)، آلفا-پینن (۳۰/۱۶درصد)، آلفا-ترپینولن (۴۱/۱۴ درصد)، ۱٬۸-سینئول (۸۶/۱۰ درصد) و لیمونن (۷۳/۳ درصد) بالاترین مقدار ترکیبات فرار این گیاه را تشکیل دادند.
- ۵۸ ترکیب فرار در گیاه مریم‌گلی ارغوانی شناسایی شد. بیشترین میزان ترکیبات فرار گیاه مریم‌گلی ارغوانی به ترتیب کامفن (۸۵/۲۸ درصد)، آلفا-پینن (۳۳/۱۲ درصد)، کامفور (۷۳/۱۰ درصد)، لیمونن (۰۱/۹ درصد)، ۱٬۸-سینئول (۴۷/۵ درصد)، بتا-پینن (۵۸/۴ درصد) و بورنیل استات (۷۵/۳ درصد) بود.
- بخش اصلی ترکیبات فرار گیاهان مریم‌گلی لبه‌دار و ارغوانی از نوع مونوترپن‌ها (به ترتیب ۵۷/۹۱ و ۲۸/۸۴ درصد) و سزکوئی‌ترپن‌ها (به ترتیب ۱۲/۵ و ۵۸/۷ درصد) بودند.

## موارد مصرف

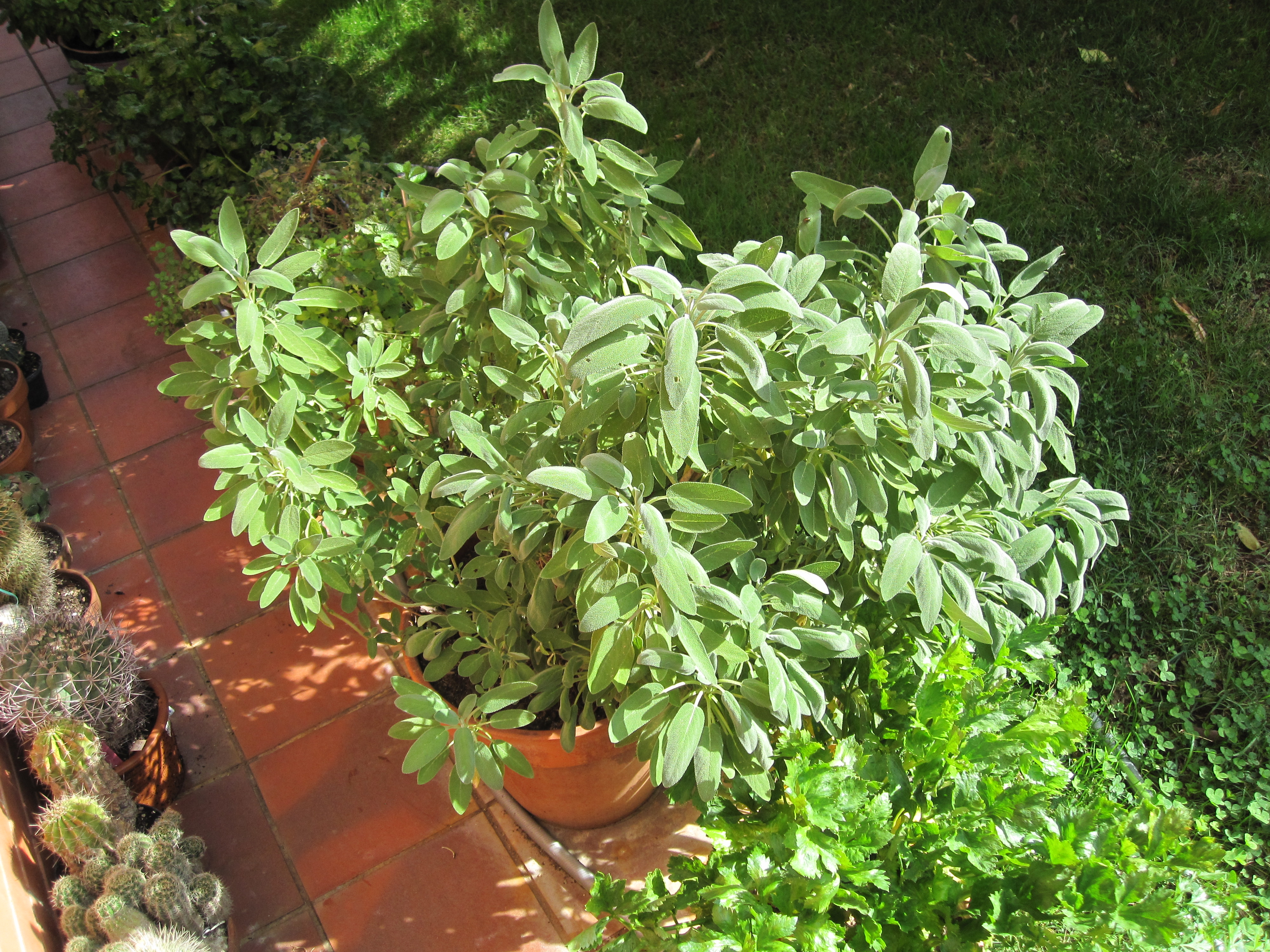
گیاه مریم گلی در یک گلدان

از مریم‌گلی در طب سنتی برای درمان اختلالات دستگاه گوارش مانند نفخ و اسهال و به صورت غرغره در بهبود التهاب دهان و حلق و خون‌ریزی لثه استفاده می‌شود. امروزه مریم‌گلی به عنوان آنتی باکتریال، ضد قارچ، ضد ویروس، ضد تعرق، پایین آورنده فشار خون، ضد التهاب، قابض، افزایش دهنده اشتها و مدر مورد استفاده قرار می‌گیرد.
از پیکر رویشی این گیاه در تهیه قطره‌های خوراکی و عصاره‌هایی جهت استفاده موضعی استفاده می‌شود. قطره خوراکی که از این گیاه تهیه می‌شود، در کاهش تعرق و گُرگرفتگی در دوران یائسگی مؤثر است. همچنین عصاره‌های موضعی به دست آمده، کمک به بهبود آکنه و تبخال می‌کنند.

## مکانیسم اثر
- مواد فیتواستروژنی موجود در گیاه مریم‌گلی موجب کاهش تعرق و گرگرفتگی، به ویژه در زنان یائسه می‌گردد و همچنین اسیدهای فنولی موجود در آن مانند رزمارینیک اسید سبب مهار ترشح عرق می‌شود.[۶][۷][۸][۹]
- مریم‌گلی با داشتن خاصیت ضد باکتریال و ضد التهابی می‌تواند درمان مناسبی برای بیماری آکنه ولگاریس باشد.[۵][۱۰]
- عصاره گیاه مریم‌گلی سبب مهار رشد باکتری‌های Propionibacterium acnes و Staphylococcus aureus که از مهم‌ترین پاتوژنهای دخیل در ایجاد آکنه هستند، می‌شود. اثر آنتی باکتریال این گیاه مشابه تأثیر داروهای آزلائیک اسید و بنزوئیل پراکسید است.[۱۰][۱۱]
- اولئانیک اسید موجود در عصاره مریم‌گلی با مکانیسمی مشابه اینترفرون آلفا سبب اختلال در همانندسازی ویروس هرپس سیمپلکس نوع ۱ و در نتیجه مهار مراحل اولیه چرخه عفونت‌زایی آن می‌شود.[۱۲]
- نتایج مطالعات نشان می‌دهد عصاره این گیاه در زمان اتصال ویروس به سلول‌ها، با تداخل در پوشش ویریونی ویروس از اتصال و ورود این عوامل به داخل سلولهای میزبان و آلوده کردن آن‌ها جلوگیری کرده و سبب کاهش تشکیل پلاک ناشی از ویروس هرپس سیمپلکس نوع ۱ می‌شود.[۱۳][۱۴]
- همچنین ترکیبات فنولیک موجود در گیاه مریم‌گلی مانند فلاونوئیدها، تاننها و مشتقات کافئیک اسید با اشغال کردن رسپتورهای موجود در سطح ویروس از اتصال ویروس به سلول‌های میزبان جلوگیری کرده و موجب غیرفعال شدن ویروس هرپس سیمپلکس می‌شوند.[۱۴]